# Iris Robinson

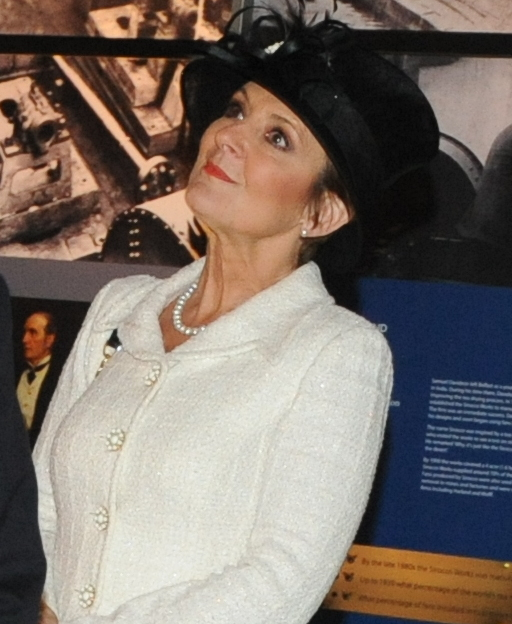
Iris Robinson

Iris Robinson (geborene Collins; * 6. September 1949 in Belfast) ist eine nordirische Politikerin. Sie ist Mitglied der Democratic Unionist Party (DUP) und war bis 2010 Abgeordnete für den Wahlkreis Strangford im House of Commons. Sie ist mit Peter Robinson, dem Ersten Minister der Nordirland-Versammlung, verheiratet.

## Leben
Robinson absolvierte ein Technical College im Südosten von Belfast und war anschließend als Privatsekretärin tätig. 1992 wurde sie erste Bürgermeisterin von Castlereagh, 1998 wurde sie in die Nordirland-Versammlung gewählt und 2001 Abgeordnete des House of Commons. Eine im Januar 2010 bekanntgewordene Affäre mit einem damals 19-Jährigen und Korruptionsvorwürfe führten u. a. zu dem zeitweiligen Ruhen der Ämter ihres Mannes. Sie selbst wurde deswegen am 9. Januar 2010 aus der DUP ausgeschlossen und trat am 13. Januar 2010 von allen Ämtern zurück.
Seit 1970 ist sie mit Peter Robinson verheiratet, mit dem sie drei Kinder hat.